# Étienne Lévy
Pour les articles homonymes, voir Lévy.
Etienne Paul Louis Lévy est le né le 17 février 1922 à Paris et mort le 2 juillet 1996 dans la même ville, est un médecin et résistant français.

## Biographie
Étienne Lévy est né le 17 février 1922 à Paris dans le 8e arrondissement. Il est le fils de Pierre-Paul Louis Lévy (28 avril 1881, Toulouse - 30 avril 1981, 12e arrondissement), docteur en médecine, et de Jeanne Lévy, née Dreyfus (22 février 1893, Paris 8e arrondissement - 30 avril 1981, 12e arrondissement), la fille du capitaine Alfred Dreyfus et de Lucie Dreyfus. Jeanne Dreyfus épouse Pierre-Paul Louis Lévy le 26 janvier 1916. 
Il est le frère de Simone Lévy (plus tard, Simone Perl), Jean-Louis Lévy et Madeleine Levy.

### Jeunes années
Il étudie au lycée Janson-de-Sailly, où il obtient son baccalauréat, puis il obtient un diplôme d'ingénieur agronome à l'INRA (devenu aujourd'hui Agro Paris Tech) en 1947 pour faire plaisir à son père.
Étienne Paul Louis Lévy entre dans la Résistance pendant la Seconde Guerre mondiale avec son frère Jean-Louis. Il rejoint la sixième EIF et le Maquis de Vabre sous les ordres de Roger Gamzon.
Après l'obtention de son diplôme d'ingénieur agronome, il décide de suivre sa vocation et de devenir médecin. Il obtient son diplôme de docteur en médecine en 1956. 

### Carrière de médecin et chercheur
Il commence sa carrière de médecin à l'hôpital de la Salpêtrière et sa carrière de chercheur à l'Institut national de la santé et de la recherche médicale,. 
En 1960, il devient chef de service du service de l'unité de soins intensifs de chirurgie gastro-intestinale à l'hôpital Saint-Antoine. Au sein de ce service, sa double formation d'ingénieur et de médecin lui permettent de mettre au point la nutripompe,, en 1965 (faisant de lui un pionnier de la nutrition entérale), le réinstillateur de chyme, et le drain spiralé,.
Il devient en 1967 maître de recherche puis en 1981 directeur de recherche à l'Institut national de la santé et de la recherche médicale.
Il meurt en 1996 d'un cancer du pancréas à l'hôpital Saint-Antoine.

## Vie privée
Il épouse en 1953 Marie Guimbard et divorce en 1965.
Il épouse en novembre 1965 en secondes noces Suzanne Binvignat. De ce mariage est issu une fille, Anne-Cécile,, née le 16 juillet 1965.

## Distinctions
- Officier de la Légion d'honneur[Quand ?]
- Médaille de la Résistance française (décret du 24 avril 1946)

## Sa mémoire

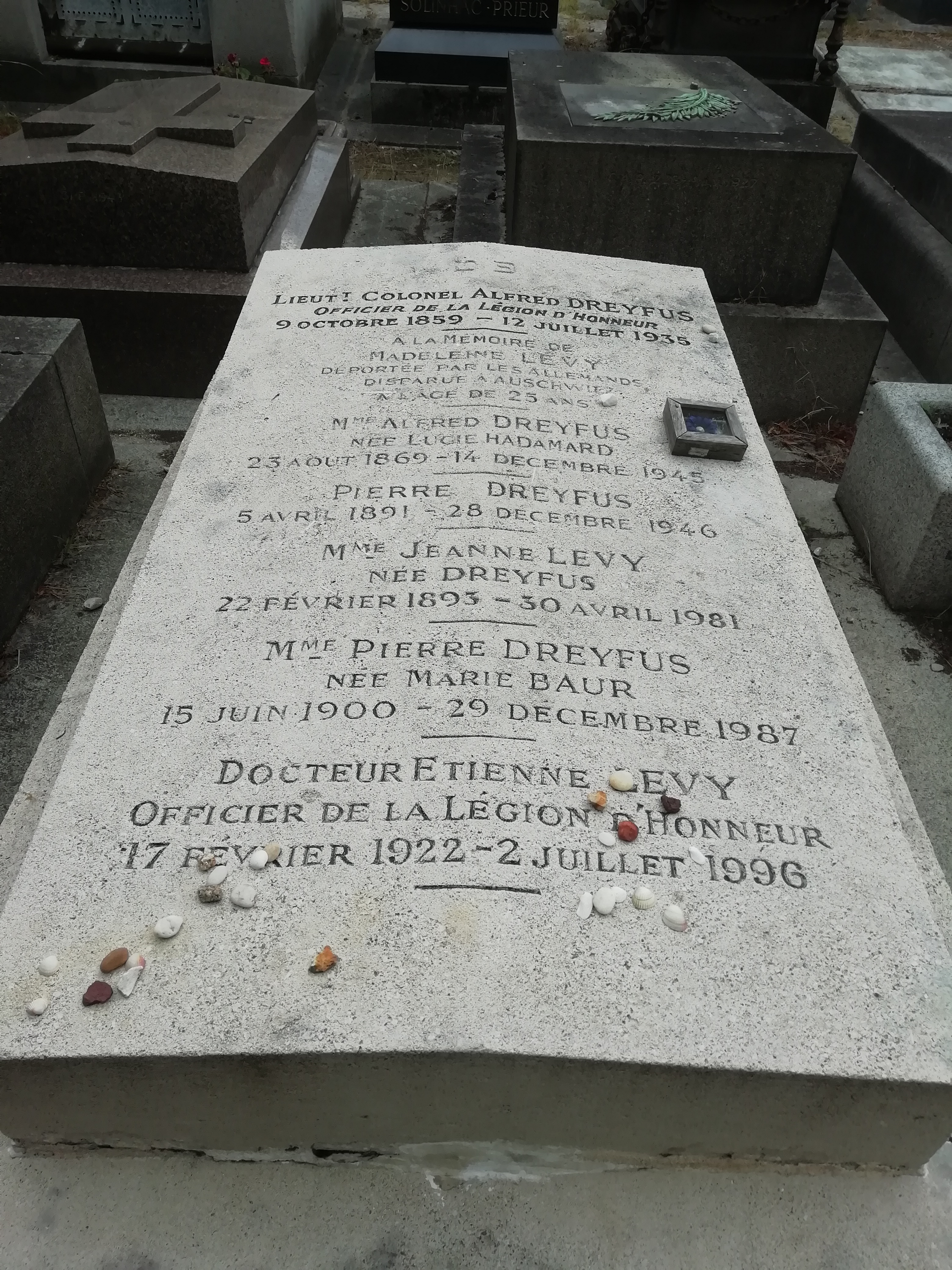
Tombe d'Alfred Dreyfus.

Sur la tombe d'Alfred et Lucie Dreyfus au cimetière du Montparnasse, son nom est inscrit. On y lit : « Docteur Etienne Levy Officier de la légion d'honneur »